# Альваро Гаксіола
Альваро Гаксіола (26 січня 1937 — 18 серпня 2003) — мексиканський стрибун у воду.
Призер Олімпійських Ігор 1968 року, учасник 1960, 1964 років.
Переможець Панамериканських ігор 1959 року, призер 1963 року.